# Перерослянская сельская община
Перерослянская сельская общи́на (укр. Переріслянська сільська громада) — территориальная община в Надворнянском районе Ивано-Франковской области Украины.
Административный центр — село Переросль.
Население составляет 9185 человек. Площадь — 96,5 км².

## Населённые пункты
В состав общины входят 5 сёл:
- Волосов
- Гавриловка
- Переросль
- Цуцилов
- Фитьков